# Jakub III (arcybiskup Aten)
Jakub III, imię świeckie Jeorjos Wawanatsos (ur. 11 czerwca 1895 w Galaxidi, zm. 25 października 1984 na Salaminie) – grecki biskup prawosławny, zwierzchnik Greckiego Kościoła Prawosławnego w 1962 r.

## Życiorys
Był trzecim dzieckiem marynarza Konstantina Wawanatsosa. Po ukończeniu szkoły średniej w Pireusie studiował teologię i prawo na uniwersytecie ateńskim. W 1926 otrzymał święcenia kapłańskie. W latach 1923–1935 zajmował się sprawami administracyjnymi archidiecezji ateńskiej. Wyświęcony na biskupa 11 stycznia 1935. 30 września 1936 stanął na czele nowo powstałej diecezji Attyki i Megary. 
W styczniu 1962, po śmierci arcybiskupa Teokleta II, został wybrany arcybiskupem Aten i całej Grecji. Jego wybór na zwierzchnika Kościoła wywołał nagonkę prasy, w której zarzucano mu niemoralność i zamiar stworzenia osobnego Banku Kościelnego (co godziło w interesy Narodowego Banku Grecji, w którym dotąd spoczywały aktywa Kościoła). Wskutek nacisków ze strony części hierarchów, a także ze strony rządu, Jakub sam zrezygnował z tej funkcji po 12 dniach urzędowania i powrócił do kierowania diecezją Attyki–Megary. Ostatnie lata życia spędził w klasztorze Faneromeni na Salaminie.